# Son Won-il
Son Won-il (* 5. Mai 1909 in Namp’o; † 15. Februar 1980) war ein südkoreanischer Politiker und Vizeadmiral. Er gilt als Begründer der Marinestreitkräfte Südkoreas und war zeitweise Verteidigungsminister des Landes.

## Karriere
Son Won-il graduierte an einer chinesischen Universität im Fach Navigation und setzte sein Studium mithilfe eines chinesischen Stipendiums in Deutschland fort. Nach der Befreiung Koreas von der japanischen Besatzungsmacht am 15. August 1945 wurde unter seiner Führung der Verband für maritime Angelegenheiten (englisch Maritime Affairs Association) gegründet, der zum 11. November 1945 in die Marine Defense Group umgewandelt wurde. Kurz darauf erfolgte eine erneute Umwandlung zur koreanischen Küstenwache, ehe am 15. August 1948 die Küstenwache offiziell in Republic of Korea Navy umgetauft wurde. Son Won-il wurde am 5. September 1948 erster Chief of Naval Operations und gilt seither als „Gründer“ der südkoreanischen Marinestreitkräfte. Er behielt den Posten bis 1952 inne und ging als Vizeadmiral in den Ruhestand. Von 1952 bis 1956 war er Verteidigungsminister, von 1957 bis 1960 war er als erster südkoreanischer Botschafter in Deutschland tätig. Es folgten mehrere Positionen in der freien Wirtschaft und der Politik.
Zu seinen Ehren benannte die südkoreanische Marine die gesamte U-Boot-Klasse 214 nach seinem Namen, ebenso das erste U-Boot aus dieser Klasse, das am 27. Dezember 2007 in den aktiven Dienst trat.